# Карпово (Лухский район)
Карпово — деревня в Лухском районе Ивановской области России. Входит в состав Благовещенского сельского поселения.

## География
Деревня расположена в юго-восточной части Ивановской области, в зоне хвойно-широколиственных лесов, на правом берегу реки Добрицы, на расстоянии примерно 4 километров (по прямой) к востоку-юго-востоку от посёлка городского типа Лух, административного центра района. Абсолютная высота — 108 метров над уровнем моря.

### Климат
Климат характеризуется как умеренно континентальный, с холодной многоснежной зимой и умеренно жарким летом. Средняя температура воздуха самого холодного месяца (января) — −11,6 °C (абсолютный минимум — −47 °C), средняя температура самого тёплого (июля) — 17,7 °С (абсолютный максимум — 38 °С). Безморозный период длится около 131 дня. Годовое количество атмосферных осадков составляет 540—815 мм, из которых большая часть выпадает в тёплый период.

### Часовой пояс
Деревня Карпово, как и вся Ивановская область, находится в часовой зоне МСК (московское время). Смещение применяемого времени относительно UTC составляет +3:00.

## Население
| 2010 |
| ---- |
| 5    |

### Национальный состав
Согласно результатам переписи 2002 года, в национальной структуре населения русские составляли 100 % из 13 чел.